# John Conard
John Conard (* November 1773 in Chester Valley, Chester County, Province of Pennsylvania; † 9. Mai 1857 in Philadelphia, Pennsylvania) war ein US-amerikanischer Politiker. Zwischen 1813 und 1815 vertrat er den Bundesstaat Pennsylvania im US-Repräsentantenhaus.

## Werdegang
John Conard besuchte die Friends School und zog um das Jahr 1795 nach Germantown. Nach einem anschließenden Jurastudium und seiner Zulassung als Rechtsanwalt begann er in diesem Beruf zu arbeiten. Außerdem unterrichtete er an einer Schule in Germantown Mathematik. Politisch wurde er Mitglied der Demokratisch-Republikanischen Partei. Bei den Kongresswahlen des Jahres 1812 wurde er im ersten Wahlbezirk von Pennsylvania in das US-Repräsentantenhaus in Washington, D.C. gewählt, wo er am 4. März 1813 die Nachfolge von James Milnor antrat. Da er im Jahr 1814 auf eine weitere Kandidatur verzichtete, konnte er bis zum 3. März 1815 nur eine Legislaturperiode im Kongress absolvieren. Diese war von den Ereignissen des Britisch-Amerikanischen Krieges geprägt.
Nach dem Ende seiner Zeit im US-Repräsentantenhaus war John Conard beisitzender Bezirksrichter. Anschließend fungierte er bis 1831 als US Marshal für den östlichen Teil des Staates Pennsylvania. Um das Jahr 1834 zog er in das Cecil County in Maryland, wo er bis 1851 lebte. Seine letzten Jahre verbrachte er in Philadelphia; dort verstarb er am 9. Mai 1857.